# Zwitserland op het Eurovisiesongfestival 1962
Zwitserland nam deel aan het  Eurovisiesongfestival 1962, gehouden  in Luxemburg,  het was de 7de deelname van het land. 

## Selectieprocedure
Jean Philippe was geselecteerd door Zwitserse omroep om het  land te vertegenwoordigen het was de tweede keer dat het Zwitserse lied niet door Concours Eurovision werd gekozen. Het lied Le retour was speciaal voor het festival geschreven. 
Jean Philippe deed ook al voor Frankrijk mee aan het songfestival en wel in 1959 toen werd hij 3de met 15 punten. Nu deed Philippe dus voor Zwitserland mee. Met het lied "Le retour" kon hij alleen niet het gewenste resultaat als in 1959 behalen want dit keer werd hij slechts 10de met 2 puntjes.
1956 · 1957 · 1958 · 1959 · 1960 · 1961 · 1962 · 1963 · 1964 · 1965 · 1966 · 1967 · 1968 · 1969 · 1970 · 1971 · 1972 · 1973 · 1974 · 1975 · 1976 · 1977 · 1978 · 1979 · 1980 · 1981 · 1982 · 1983 · 1984 · 1985 · 1986 · 1987 · 1988 · 1989 · 1990 · 1991 · 1992 · 1993 · 1994 · 1995 · 1996 · 1997 · 1998 · 1999 · 2000 · 2001 · 2002 · 2003 · 2004 · 2005 · 2006 · 2007 · 2008 · 2009 · 2010 · 2011 · 2012 · 2013 · 2014 · 2015 · 2016 · 2017 · 2018 · 2019 · 2020 · 2021 · 2022 · 2023 · 2024 · 2025